# The Book of Secrets
The Book of Secrets é o sétimo álbum de estúdio da cantora e compositora canadense Loreena McKennitt, lançado em 1997.

## Faixas
1. "Prologue" 4:22 (Loreena McKennitt)
2. "The Mummers' Dance" 6:07 (Loreena McKennitt)
3. "Skellig" 6:07 (Loreena McKennitt)
4. "Marco Polo" 5:15 (Loreena McKennitt)
5. "The Highwayman" 10:19 (Loreena McKennitt / Alfred Noyes)
6. "La Serenissima" 5:09 (Loreena McKennitt)
7. "Night Ride Across the Caucasus" 8:30 (Loreena McKennitt)
8. "Dante's Prayer" 7:11 (Loreena McKennitt)

## Desempenho nas paradas

### Álbum
| Paradas (1997)         | Melhor posição. |
| ---------------------- | --------------- |
| Billboard 200          | 17              |
| Top Canadian Albums    | 3               |
| Top World Music Albums | 1               |

### Singles
| Ano  | Single               | Parada                  | Posição. |
| ---- | -------------------- | ----------------------- | -------- |
| 1997 | "The Mummers' Dance" | Adult Top 40            | 3        |
| 1997 | "The Mummers' Dance" | Modern Rock Tracks      | 17       |
| 1998 | "The Mummers' Dance" | Adult Contemporary      | 23       |
| 1998 | "The Mummers' Dance" | Canadian Singles Chart  | 16       |
| 1998 | "The Mummers' Dance" | Billboard Hot 100       | 18       |
| 1998 | "The Mummers' Dance" | Top 40 Adult Recurrents | 8        |
| 1998 | "The Mummers' Dance" | Top 40 Mainstream       | 14       |